# Моравское архиепископство

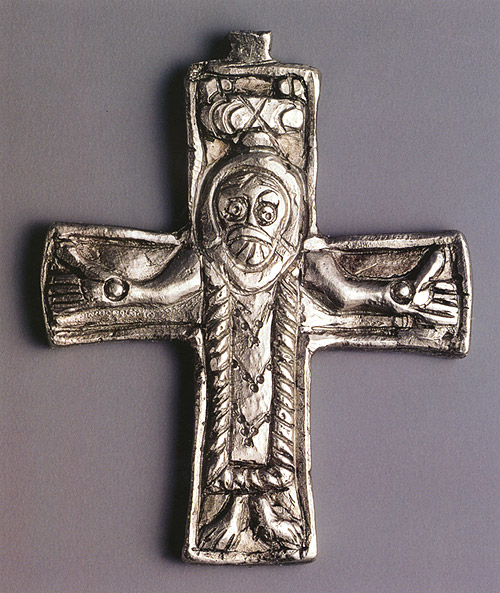
Серебряный крест из Микульчице

Архиепископство Моравии (лат. Sancta Ecclesia Marabensis) — церковная провинция, учреждённая Святым Престолом для продвижения христианства среди славянских народов. Его первый архиепископ, Св. Мефодий, убедил Иоанна VIII санкционировать использование старославянского языка в литургии. Сам Мефодий был рукоположен в архиепископы Паннонии Адрианом II по просьбе Коцела, славянского правителя Паннонии, в Восточной Франкии в 870 году.
Против назначения Мефодия резко выступили баварские прелаты, особенно архиепископ Зальцбургский и епископ Пассауский, потому что миссионеры из их епархий уже десятилетиями действовали на территории, отведенной Мефодию, включая Паннонию и Моравию. Мефодий вскоре был схвачен и заключен в тюрьму. Он был освобожден только в 873 году по приказу папы Иоанна VIII. Он поселился в Моравии, которая стала ведущей державой в Центральной Европе в течение следующего десятилетия во время правления Святополка. Однако большинство клириков, прибывших из Восточной Франкии, враждебно относились к архиепископу, который ввел византийские обычаи и способствовал использованию местного языка в литургии. Мефодия обвинили в ереси, но тот убедил папу в ортодоксальности своих взглядов. Папа также укрепил позицию Мефодия, объявив в 880 году, что все клирики Моравии, включая новопосвященного епископа Нитры, должны быть послушны Мефодию.
Мефодий умер 6 апреля 885 г. Вихинг, епископ Нитры, всегда враждебно относившийся к архиепископу, изгнал его учеников из Моравии. Новый архиепископ не был назначен, и Вихинг, который оставался единственным прелатом с кафедрой в Моравии, поселился в Восточной Франкии в начале 890-х годов. Церковная иерархия была восстановлена в Моравии только тогда, когда легаты Иоанна IX рукоположили архиепископа и трех епископов около 899 года. Тем не менее, мадьяры оккупировали Моравию в первом десятилетии X века.

## Предыстория
Аварский каганат, доминирующая держава Центральной Европы в раннем средневековье:18, оказывала решающее влияние на образ жизни славянских правителей соседних с ним земель:219. Власть авар пала после того, как франки начали серию военных походов на западные территории каганата в 790-е гг.:18, :19 На синоде, организованном сыном Карла Великого Пипином в 796 г., епископы приняли решения по ряду аспектов миссионерской деятельности во вновь завоеванной Паннонии:56. Так, они постановили, что тех местных христиан, что были крещены правильно (во имя Троицы), не следует крестить повторно, в отличие от тех, кто не принял крещения должным образом:56.
Карл Великий разделил недавно завоеванную территорию вдоль реки Драва между епископством Зальцбурга и патриархатом Аквилеи в 796 или 797 году, при этом Зальцбург получил земли к северу от реки:18. Зальцбургский престол стал архиепископством в 798 г. с пятью епископствами-суффраганами, включая Епархию Пассау:18. Миссионеры из Зальцбурга были особенно активны среди славян в Карантании; клирики, посланные епископами Пассау, работали в основном в Моравии:21–22.
Адальрам, который был архиепископом Зальцбурга между 821 и 836 годами, освятил церковь для Прибины «в своем поместье в месте за Дунаем, называемом Нитрава», согласно Conversio Bagoariorum et Carantanorum:105 (отчёту, написанному около 870 г. о миссионерской деятельности священнослужителей из Зальцбурга). Историки датируют это событие периодом между 828:19 и 832:24, но Прибина крестился в Каролингской империи после того, как Моймир I изгнал его с родины около 833 года:219, :25–26. Прибина поселился в Паннонии, где в конце 830-х годов получил обширные владения:133, :26. Он тесно сотрудничал с Люпраммом, архиепископом Зальцбурга, который освящал для него церкви в Мосабурге, Птуе, Пече и др. поселениях в Паннонии между 850 и 859 годами:106–107, :134.
В Notae de episcopis Pateviensibus записано, что Регинар, епископ Пассау, «крестил всех моравцев» в 831 году:144. Однако, и 21 год спустя прелаты в Франции всё ещё считали моравское христианство «грубым»:222. В «Житии Мефодия» упоминается, что «многие христианские учителя» или миссионеры, которые прибыли в Моравию «из числа итальянцев, греков и немцев», обучали местных христиан «по-разному». «Житие Константина Философа» подчеркивает, что немецкие миссионеры «не запрещали ни приношения жертв по древнему обычаю, ни инцестов»:69, :221.
Преемник Моймира I Св. Ростислав Моравский, племянник Ростислава:28 Святополк, сын и преемник Прибины Коцел, обратились к Святому Престолу, чтобы попросить «учителя»:115 в начале 860-х годов, согласно письму Gloria in excelsis Deo сомнительной подлинности, зафиксированному в Житии Мефодия и приписываемому Адриану II:54–55. Даже если обращение славянских князей достоверно, ответа они не получили:27. Ростислав послал своих послов к византийскому императору Михаилу III, прося его прислать миссионеров для просвещения местных священников в Моравии:222. Действия Ростислава показывают, что он хотел уменьшить влияние духовенства из Зальцбурга и Пассау в своем государстве:27.

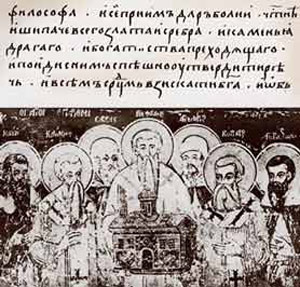
Кирилл и Мефодий с учениками

Император Михаил III направил ко двору Ростислава двух опытных дипломатов и миссионеров, Константина и Мефодия — сыновей военачальника из Салоник:28, 32-36. Братья и их свита прибыли в Моравию в 863 и 864 гг.:222, :28 Константин перевел религиозные тексты (сначала Евангелие от Иоанна) на славянский язык, используя изобретённый им для этой цели алфавит глаголицу:222, :36. Использование местного языка позволило миссионерам ускорить обучение местных священников:222. Однако это противоречило трёхъязычию — признанию латыни, греческого и иврита единственными священными языками, что преобладало в Западной Европе:44–45.
Через три или четыре года после своего прибытия Константин и Мефодий покинули Моравию, чтобы добиться посвящения своих учеников, потому что они не знали, какой епископ может рукоположить священников в княжестве Ростислава:61, :48. Во время путешествия они провели некоторое время в Паннонии (в юрисдикции архиепископов Зальцбурга) и учили «славянским буквам»:71 местного правителя Коцеля и пятидесят новых учеников:61. Из Паннонии они отправились в Венецию, где «епископы, священники и монахи собрались против Константина, как вороны против сокола»:71, осуждая использование славянской литургии, но Константин защищал свое дело, особенно ссылаясь на Апостола Павла и его Первое послание к Коринфянам.:62, :51. Он заявлял, что необразованные славяне могли не понимать основных понятий христианства, если оно было представлено им на иностранном языке:51.
Узнав о деятельности братьев, Николай І вызвал их в Рим:62. Он либо хотел помешать им вернуться в Византийскую империю из-за его конфликта с Фотием, Константинопольским Патриархом, или решил воспользоваться миссионерской деятельностью братьев, чтобы воспрепятствовать расширению Зальцбургского престола:62–63. Римские папы, избираемые часто из местных италийцев, конфликтовали с набиравшими силу императорами из германских династий, и это соперничество, в последствии привело к жестокой борьбе за инвеституру. К тому времени, когда Константин и Мефодий прибыли в Рим в начале 867 года, папа Николай умер, но его преемник, Адриан II, санкционировал использование богослужебных книг, которые Константин перевел с латинского языка на славянский язык:67. Маддалена Бетти предполагает, что Папа рассматривал славянский язык как средство обучения, ограничивая его использование в миссионерской деятельности:67. По приказу папы некоторые ученики Константина и Мефодия были рукоположены в священники или чтецы:51.
Константин умер в Риме 14 февраля 869 г., призывая своего брата на смертном одре не отказываться от миссии среди славян:20, :66. Коцел отправил своих послов в Рим, прося папу Адриана II послать Мефодия в Паннонию:66. В письме Gloria in excelsis Deo, адресованном Ростиславу, Святополку и Коцелу, папа сообщил трем славянским правителям, что он поставил Мефодия архиепископом Паннонии и Моравии и папским легатом для продолжения миссия в их владениях:54–55. Папа также санкционировал использование славянской литургии:66. Мефодий прибыл в Паннонию летом или осенью 869 г.:66

## История

### Мефодий, епископ престола Св. Андроника
В ответ на требование Коцела Мефодий вернулся в Рим, где он был «посвящен в епископство Паннонское, в престол Св. Андроника, апостола от семидесяти»:117 в начале 870:20, :162–163, :88. Большинство историков отождествляют престол святого Андроника с Сирмиумом (около современной Сремской Митровицы в Сербии), но никакие первоисточники не связывают Сирмиум с апостолом:192, 199. Если престол Мефодия был идентичен Сирмиуму, его назначение показывает, что папа хотел укрепить свою власть в западных районах Балкан, потому что Сирмий был центром церкви в Иллирикской епархии Римской Империи:67. В начале 870-х годов в папской переписке Мефодий упоминается как епископ или архиепископ — «епископ, посланный Апостольским Престолом» или «архиепископ Паннонии, апостольский легат», без указания его престола:180–181. Мефодий был назначен архиепископом, но ни один суффраган не был рукоположен для служения под его началом. Это не было беспрецедентным: Святой Бонифаций был сделан «архиепископом провинции Германия» аналогичным образом в 732 году:68, 339.
Возведение Мефодия в сан епископа в Риме зафиксировано в славянских источниках (в том числе в его «Житии» и «Похвале Кириллу и Мефодию»), но не упоминается в документах Папы Адриана:65, 73, 105. Историк Маддалена Бетти считает, что отсутствие римских источников подразумевает, что переговоры о назначении Мефодия между Святым Престолом и Коцелом велись конфиденциально, потому что папа не хотел вступать в конфликт с Людовиком Немецким, королём Восточной Франкии, который пытался утвердить свою власть над соседними славянскими правителями:106–107. Хотя папа удовлетворил коцелов запрос, папские посланники не сопровождали Мефодия обратно в Паннонию:106. Назначение Мефодия поставило под угрозу интересы Зальцбургского престола, игнорируя его юрисдикцию в владениях Коцела:163. Чтобы защитить позицию Зальцбурга, священнослужители архиепископии составили Conversio Bagoariorum et Carantanorum, в котором подчеркивалась роль миссионеров из Зальцбурга в обращении Баварии, Карантании и Паннонии около 870 г.:164, :95. В документе Мефодий упоминается как «некий грек», без упоминания о его назначении на епископство:153.

Итак, с того времени, когда жители восточной Паннонии по приказу Карла Великого стали управляться епископами Зальцбургскими, прошло семьдесят пять лет до настоящего времени, в течение которых ни один епископ, из какого бы места он ни был, ни обладал церковной юрисдикцией в этом регионе, кроме епископа Зальцбурга, и ни один священник из любого другого места не осмелился занимать там свой сан более трех месяцев, прежде чем он представил епископу свое поручение. Это практиковалось там до тех пор, пока не возникло новое учение философа Мефодия.— Conversio Bagoariorum et Carantanorum:161
До 14 мая 870 г. Святополк захватил своего дядю, Ростислава, и передал его франкам. Ростислава отправили в Регенсбург, а франки заняли его владения:20. «Житие Мефодия» описывает спор Мефодия со «всеми епископами»:117. Епископы обвинили его в незаконной деятельности на их территории. Мефодий опроверг обвинение, заявив, что он был уполномочен папой работать на территории, которую епископы незаконно захватили у Святого Престола:69. Епископы «изгнали Мефодия в Швабию»:119 и заключил его в тюрьму:69.
Воспользовавшись восстанием, Святополк изгнал франкские войска из Моравии в 871 г.:20, :28 Иоанн VIII, сменивший Адриана II 14 декабря 872 г., вскоре начал поиски Мефодия:168. Узнав о суде над Мефодием, папа отправил своего легата Павла, епископа Анконы, в Восточную Франкию, требуя освобождения Мефодия в своих письмах, адресованных Людовику Немецкому и трем баварским прелатам:70, :133. Папа осудил Адальвина, архиепископа Зальцбургского, за изгнание Мефодия и Эрманриха, епископа Пассауского, за его захват до суда, предполагая, что Мефодий действовал на территориях, на которые претендовали два прелата:149. Папа Римский наложил интердикт на их епархии, запретив проведение мессы, пока Мефодий находился в плену:135. Папа Иоанн также отправил письма Святополку, Коцелу и Мутимиру:133, 136. В письмах папа упоминает епископство Мефодия как «Панонскую епархию» и объявляет, что три владения славянских правителей были включены в епархию Мефодия. По словам Маддалены Бетти, это обозначение «имеет мало отношения к фактическому географическому контексту мефодиевой епархии», папа хотел только подчеркнуть право Святого Престола против баварских прелатов на территории:149.
Мефодий был освобожден в мае 873 года:70. Он отправился в Моравию, потому что папа Иоанн VIII попросил Святополка защитить его интересы:135. Примерно в то же время папа велел Мефодию читать Послание и Евангелие на латыни или греческом, прежде чем повторять его на народном языке, но в остальном поддерживал использование славянского языка в литургии:340. Святополк и его подданные приняли Мефодия и «поручили ему все церкви и духовенство во всех городах»:119, согласно «Житию Мефодия»:147. В последующие годы, как подчеркивается в «Житии Мефодия», «моравцы стали расти и размножаться, а язычники — верить в истинного Бога… [ и] провинция Моравия начала гораздо больше расширяться во все стороны и успешно побеждать своих врагов»:119, :196, :151. Расширение владений Святополка способствовало росту и церковной провинции Мефодия:152. Например, в агиографии Мефодия упоминается «очень могущественный языческий князь», который «поселился на Висле и начал издеваться над христианами и делать зло»:119, но Святополк вторгся в его страну и заставил его креститься:77–78, :196.
Большинство священнослужителей во владениях Святополка, особенно приехавшие из Баварии, оставались враждебно настроенными по отношению к Мефодию:147. Святой Престол также был проинформирован об их неповиновении архиепископу:147. Они обвинили Мефодия в ереси за то, что он не употребил фразу filioque («и от Сына») при чтении Символа веры:73. Баварские клирики убедили Святополка подвергнуть сомнению ортодоксию Мефодия:73, :167. По просьбе Святополка папа Иоанн VIII вызвал Мефодия в Рим для ответа на обвинения:73.

### Архиепископство
Мефодий быстро убедил папу в ортодоксальности своих взглядов в начале 880 г.:21, :73 В июне папа Иоанн VIII проинформировал Святополка о признании ортодоксии Мефодия в апостольском послании, известном как Industriae tuae:162–163. Папа также подтвердил должность архиепископа и определил территорию его архиепископства, связав ее с владениями Святополка:21, :165. Иоанн VIII недвусмысленно заявил, что все «священники, дьяконы или клирики любого чина, будь то славяне или какие бы то ни было народы, проживающие в пределах» владений Святополка, должны быть «во всем подчинены и послушны» Мефодию:165–166. Он также приказал, чтобы литургия совершалась на латыни для Святополка, если он этого потребует, но в остальном подтвердил ограниченное использование в литургии славянского языка:74.
В письме папа не упомянул Паннонскую епархию, вместо этого назвал Мефодия архиепископом «sancta ecclesia Marabensis» («Святая церковь Мараба»):165. Изменение терминологии предполагает, что Святой Престол учредил по этому случаю территориально определенное архиепископство в Моравии (или «Мараба»), согласно широко распространенной научной теории:165, :223. В отличие от этой точки зрения, историк Имре Боба говорит, что терминология не изменилась, новое название отражает только народную форму имени «Мараба» для престола Мефодия, города Сирмиума:91, 96. Однако, нет прямых доказательств того, что Сирмиум когда-либо назывался «Мараба»:31.
Папа Иоанн VIII посвятил в сан швабского монаха Вихинга в епископа Нитры, приказав ему подчиняться Мефодию:182, :32. В письме, написанном примерно 20 лет спустя, Дитмар I, архиепископ Зальцбургский, и его суффраганы заявили, что папа Иоанн рукоположил епископа Вихинга по просьбе Святополка, отправив нового епископа «недавно крещённому народу, которого [Святополк] победил в войне и обратил из язычества в христианство»:194, 337. Папа также попросил Святополка пислать в Рим «священника или диакона» с согласия Мефодия, чтобы быть рукоположенным «в епископы другой церкви, в которой [Святополк] видит, что требуется епископская забота»:192. Последний текст показывает, что Святой Престол признал право Святополка определять церковное управление своим королевством, предоставив ему особую привилегию, беспрецедентную в других христианских монархиях вне Каролингской империи:190, 192.
Подтверждение папой позиции Мефодия не положило конец его конфликтам с немецкими клириками:74–75. Вихинг даже пытался подделать документы, чтобы убедить Святополка в том, что папа назначил его архиепископом и запретил использование народного языка в литургии:75. По просьбе Мефодия папа Иоанн VIII издал новое апостольское письмо в Моравию, подтверждая свои предыдущие решения:74. Мефодий посетил Константинополь в 881 году:33, :77. После своего возвращения в 882 году он посвятил себя переводу Библии:33, :77. Однако его конфликт с Вихингом продолжался, и Мефодий отлучил своего непокорного суффрагана от церкви:33, :77. Мефодий умер 6 апреля 885 г., успев назначить своим преемником своего моравского ученика Горазда:33, :81.

### Прекращение существования архиепископства
Вихинг уехал в Рим незадолго до или сразу после смерти Мефодия:33, :81. Он убедил папу Стефана V, что Мефодий проигнорировал приказ Иоанна VIII, убедив папу послать новое письмо Святополку:81. В своем письме Quia te zelo Стефан V запретил славянскую литургию, включение фразы filioque в Символ веры и выразил неодобрение поста по субботам, который был обычной практикой в Византийской церкви:81.
Вскоре после возвращения в Моравию Вихинг попытался убедить Горазда, Климента, Ангелария и других ведущих учеников Мефодия подчинить приказам папы:81. Поскольку они отказались подчиниться, Вихинг схватил их и заключил в тюрьму, а позже (до прибытия папского легата) изгнал их из Моравии с одобрения Святополка:82, :244. Наум и некоторые другие ученики были проданы еврейским работорговцам, которые купили их в Венецию:82. Однако, Вихинг так и не стал архиепископом:33. После того, как он вступил в конфликт со Святополком и бежал в Восточную Франкию между 891 и 893 годами, церковь в Моравии осталась без епископа:33, :224.
Святополк умер в 894 году, и его империя начала распадаться, особенно после того, как мадьяры поселились в Карпатском бассейне около 895 года. Моймир II, сын Святополка, попросил папу Иоанна IX в 898 или 899 году восстановить церковную иерархию в Моравии:83. Папа согласился и отправил в Моравию трех своих легатов, которые посвятили архиепископа и трех  епископов-суффраганов:224, :34. К сожалению, ни имена четырех епископов, ни их кафедры не были записаны:34. Баварские епископы – архиепископ Зальцбургский Дитмар и его суффраганы – протестовали против действий папских легатов:34, :84, 344.

### Первичные источники
- Kantor, M. Medieval Slavic Lives of Saints and Princes. — Ann Arbor : University of Michigan, 1983.

### Вторичные источники
- Betti, M. The Making of Christian Moravia (858-882): Papal Power and Political Reality. — Leiden-Boston : Brill, 2013. — ISBN 9789004260085.
- Boba, I. Moravia's History Reconsidered: A Reinterpretation of Medieval Sources. — Hague : Martinus Nijhoff, 1971. — ISBN 9789024750412.
- Bowlus, Ch. R. Franks, Moravians, and Magyars: The Struggle for the Middle Danube, 788-907. — Philadelphia : University of Pennsylvania Press, 1995. — ISBN 9780812232769.
- Curta, F. Southeastern Europe in the Middle Ages, 500–1250. — Cambridge : Cambridge University Press, 2006.
- Kirschbaum, S. J. A History of Slovakia: The Struggle for Survival. — 1. — Basingstoke : Macmillan, 1995. — ISBN 9780333620793.
- Sommer, P. Bohemia and Moravia // Christianization and the Rise of Christian Monarchy: Scandinavia, Central Europe and Rus' c.900–1200 / P. Sommer, D. Třeštík, J. Žemlička … [et al.]. — 1. — Cambridge : Cambridge University Press, 2007. — P. 214–262. — ISBN 9781139468367.
- Škvarna, D. Slovak History: Chronology & Lexicon / Dušan Škvarna, Július Bartl, Viliam Čičaj … [et al.]. — Wauconda : Bolchazy-Carducci Publishers, 2002. — ISBN 9780865164444.
- Vlasto, A. P. The Entry of the Slavs into Christendom: An Introduction to the Medieval History of the Slavs. — Cambridge : Cambridge University Press, 1970. — ISBN 9780521074599.

## Для дальнейшего изучения
- Barford, P. M. The Early Slavs: Culture and Society in Early Medieval Eastern Europe. — Ithaca : Cornell University Press, 2001. — ISBN 0801439779.
- Dvornik, F. The Photian Schism: History and Legend. — Cambridge, UK : Cambridge University Press, 1948.
- Fine, J. Van Antwerp Jr. The Early Medieval Balkans: A Critical Survey from the Sixth to the Late Twelfth Century. — Ann Arbor, Michigan : University of Michigan Press, 1991. — ISBN 0472081497.
- Goldberg, E. J. Struggle for Empire: Kingship and Conflict under Louis the German, 817-876. — Ithaca, NY : Cornell University Press, 2006. — ISBN 9780801438905.
- Louth, A. Greek East and Latin West: The Church AD 681–1071. — Crestwood, N.Y. : St Vladimir’s Seminary Press, 2007. — ISBN 9780881413205.

## Внешние ссылки
- Marvin Kantor (1983): Medieval Slavic Lives of Saints and Princes